# Comuna de Miechów
Miechów (polaco: Gmina Miechów) é uma gminy (comuna) na Polónia, na voivodia de Pequena Polónia e no condado de Miechowski. A sede do condado é a cidade de Miechów.
De acordo com os censos de 2005, a comuna tem 20 722 habitantes, com uma densidade 155,9 hab/km².

## Área
Estende-se por uma área de 132,91 km², incluindo:
- área agricola: 88%
- área florestal: 5%

## Demografia
Dados de 30 de Junho 2004:
|                      | Total   | Total | Mulheres | Mulheres | Homens  | Homens |
| -------------------- | ------- | ----- | -------- | -------- | ------- | ------ |
|                      | pessoas | %     | pessoas  | %        | pessoas | %      |
| População            | 19 949  | 100   | 10 350   | 51,9     | 9599    | 48,1   |
| Densidade (pop./km²) | 134,4   | 100   | 69,7     | 69,7     | 64,7    | 64,7   |

De acordo com dados de 2002, o rendimento médio per capita ascendia a 1167,73 zł.

## Subdivisões
- Biskupice, Bukowska Wola, Brzuchania, Celiny Przesławickie, Dziewięcioły, Falniów, Falniów-Wysiołek, Glinica, Jaksice, Kalina-Lisiniec, Kalina Mała, Kalina-Rędziny, Kamieńczyce, Komorów, Nasiechowice, Parkoszowice, Podleśna Wola, Podmiejska Wola, Pojałowice, Poradów, Przesławice, Pstroszyce Drugie, Pstroszyce Pierwsze, Siedliska, Sławice, Strzeżów Drugi, Strzeżów Pierwszy, Szczepanowice, Widnica, Wielki Dół, Wymysłów, Zagorzyce, Zapustka, Zarogów.

## Comunas vizinhas
- Charsznica, Gołcza, Książ Wielki, Racławice, Radziemice, Słaboszów, Słomniki